# Leonardo Brant
Leonardo Botelho Brant (Belo Horizonte, 29 de dezembro de 1969) é documentarista e pesquisador cultural brasileiro.

## Biografia
Cursou comunicação, onde foi presidente do centro acadêmico, período paralelo ao processo de impeachment do ex-presidente Fernando Collor de Melo.  
Em 1996 foi convidado para trabalhar na Revista Imprensa, como diretor e editor. Atuou no desenvolvimento de eventos como o Seminário Internacional de Telejornalismo, no guia da imprensa para a Copa do Mundo de 1998 para a Coca-Cola. Também atou como consultor de empresas de comunicação e novas mídias como Band, ESPN, iG, Starmedia, TV Cultura, entre outras. 
Ainda em 1998 abriu a agência Pensarte, além realizar consultorias em investimento cultural privado e de criar o Canal Pensarte, site especializado em cultura e patrocínio. Em 1999 conheceu o advogado Fabio Cesnik em um debate sobre o mercado cultural, promovido pela Editora Escrituras. Juntos criaram o Instituto Pensarte e foi responsável pelo manifesto por “1% para a Cultura”, subscrito por todos os candidatos à presidência em 2002, cujo mote chegou a ser utilizado na gestão de Gilberto Gil à frente do Ministério da Cultura. Em 2001 publicou o seu primeiro livro, Mercado Cultural, pela editora Escrituras. 
Lançou também o site Cultura e Mercado, uma revista digital sobre mercado e políticas culturais, "que se configura", nas palavras de Graziele Saraiva, "como um dos mais destacados e influentes veículos de comunicação especializados no setor cultural do Brasil, trazendo, diariamente, análise, informação e serviços especializados aos profissionais da cultura". Segundo a revista Fator Brasil, "atuou, de 2002 a 2006, como vice-presidente da International Network for Cultural Diversity (INCD), com destacada participação em torno da Convenção da Unesco para a Diversidade Cultural".
Ainda em 2002 lançou a coleção de livros Democracia Cultural, como coordenador editorial. A coleção começou com Diversidade Cultural, do próprio Leonardo Brant, Democracia Audiovisual, de André Martinez e Artes Sob Pressão, de Joost Smiers. Publicou ainda Políticas Culturais, vol.1 e a revista Arquitetura Cultural, com artigos sobre a metodologia voltada para o envolvimento de empresas com processos culturais, além da comunicação e do marketing. Em 2008, atuou como articulador da TEIA, reunião dos Pontos de Cultura em Belo Horizonte. Foi um dos fundadores da Red Audiovisual Iberoamericana (RAIA), "uma rede de profissionais, investigadores, ativistas, cineastas e articuladores culturais, interessados no desenvolvimento do audiovisual independente".
Tem atuação destacada no desenvolvimento de planejamento cultural para empresas e organizações culturais. Foi coordenador geral do Projeto Asa, vinculado ao Instituto GTech Cidadania e Cultura, recebendo o Prêmio Cidadania concedido pelo Anuário Informática Hoje, que destaca os melhores projetos de responsabilidade social desenvolvidos por empresas do setor. Foi idealizador e coordenador do projeto Empreendedores Criativos, mantido pelo Banco Santander, "visando reconhecer, valorizar e qualificar agentes criativos que desejam ativar e aprimorar seus empreendimentos".
Há mais de uma década tem sido convidado para palestrar em seminários, congressos e outros eventos de alto nível, como o 4º Fórum Internacional de Comunicação e Sustentabilidade, promovido pela PUC de Belo Horizonte, o ciclo de debates Diálogos Culturais, promovido pelo Ministério da Cultura e a Universidade Federal do Recôncavo da Bahia, a Feira de Projetos Culturais do Ceará, o X Congresso GIFE – Brasil, democracia e desenvolvimento sustentável. o Projeto Cidades Criativas do Parque Tecnológico de Sorocaba. e o Seminário Economia da Cultura e Políticas Culturais Segmentadas da Fundação Joaquim Nabuco, palestrando também na África do Sul, Argentina, China, Croácia, Espanha, Estados Unidos, França, Holanda e Senegal.
Em matéria do jornal O Povo de 2012, foi descrito como uma "referência nas discussões sobre a chamada economia criativa, baseada em setores ligados às artes e cultura e em novas formas de gestão de negócios". Segundo Piatã Stoklos Kignel, Supervisor de Cultura da Subprefeitura de Pinheiros (cidade de São Paulo), "a experiência de Leonardo Brant é algo raro de encontrar no universo da gestão e da política cultural. Além disso, se soma às suas qualidades e capacidades o aprofundamento crítico, tanto no que tange aos conceitos, quanto aos aspectos sociais e de articulação em âmbito nacional e internacional. Diria que é uma passagem obrigatória para todos que desejam se atualizar e se qualificar no trabalho e na reflexão sobre o universo cultural".
Em 2009 foi condecorado com a Medalha de Vermeil da Academia de Artes Ciências e Letras da França. Foi um dos indicados para o Prêmio Virada Sustentável 2013, "voltado para cidadãos que, pelo conjunto de seu trabalho ou atuação, estão transformando a cidade de São Paulo num lugar mais alegre, civilizado e sustentável".

## Documentarista
Em 2006, Brant realizou um filme curto em uma viagem para o Senegal, onde foi realizar uma conferência sobre democracia audiovisual. Com o mote "com uma câmera na mão e uma ideia na cabeça", nascia a Deusdará Filmes, produtora de cinema experimental. Em 2007 produziu o filme Os Quatro Elementos em Si ou O Guru Selvagem, de André Martinez. 
Em 2010 iniciou a filmagem de Ctrl-V::VideoControl, sobre a indústria audiovisual global e seus efeitos sobre as culturas locais, com apoio da Agência Espanhola de Cooperação Internacional para o Desenvolvimento e lançamento simultâneo na Espanha e no Brasil,. Este trabalho foi realizado em colaboração com filmmakers e profissionais de diversos países. Foi apresentado no Fórum Social Mundial, em São Leopoldo, durante a 2ª Reunião Pública Mundial da Cultura, e na mostra Outros Mundos - O Cinema Contra as Injustiças da Globalização.
Em 2011 foi chamado para realizar documentários para o Instituto CPFL. Dessa parceria foram realizados os filmes “Luz na Crise” e “Tudo o que há no mundo”, em parceria com Pedro Caldas. Depois “Ódio”, com José Sampaio, ”Encruzilhada”, com Lisiana Kieling, “À Distância”, “Prazeres & Pecados” e “Igual”. 
Em 2015 lançou o filme “Comer o quê?", que aborda os hábitos alimentares do brasileiro e temas paralelos como o agronegócio, formas de socialização através da comida, saúde, política e outros. O documentário recebeu o Prêmio CINEB 2016 na categoria longa-metragem, concedido pelo Sindicato dos Bancários de São Paulo dentro do Projeto de Democratização do Cinema Brasileiro, que tem como objetivo despertar o interesse pelo cinema nacional entre um público que não tem acesso a ele. Foi apresentado em muitos eventos e festivais independentes e em programações de instituições culturais reconhecidas, como o Museu da Imagem e do Som de São Paulo, a Fundação Catarinense de Cultura, a Universidade Federal Fluminense e a Fundação Cultural Badesc. O filme foi licenciado com exclusividade para a Globosat, com frequentes exibições no GNT.Doc, do canal GNT.
Em 2016 lançou “Psiquê”. 
Em 2017 criou com Carlos Igareda o movimento DocMakers, com o objetivo de auxiliar a desenvolver um novo mercado para o documentário no Brasil. No mesmo ano é convidado para co-dirigir a série UtopiaBrasil, de Newton Cannito.

## Filmografia
- "Guru Selvagem", Argumento e Produção Executiva, 2007
- "Ctrl-V", Direção, 2010
- "Luz na Crise", Direção (com Pedro Caldas), 2012
- "Tudo o Que Há no Mundo", Direção (com Pedro Caldas), 2012
- "Caixa Quadrada", Produção Executiva, 2013
- "Ódio", Direção (com José Sampaio), 2013
- "Prazeres & Pecados", Direção, 2014
- "Encruzilhada", Direção (com Lisiana Kieling), 2014
- "À Distância", Direção, 2015
- "Comer o quê?", Direção, 2016
- "Psiquê", Direção, 2016
- "Igual", Direção, 2017
- "Utopia Brasil" (série documental), Co-Direção, 2018
- "#Paulista360", Direção, 2019

## Publicações
- "Mercado Cultural", Escrituras, 2001
- "Políticas Culturais, vol.1", Manole, 2002
- "Diversidade Cultural", Escrituras, 2003
- "O Poder da Cultura", Peirópolis, 2009